# آندره فرانکوین
آندره فرانکوین (فرانسوی: André Franquin‎; فرانسوی: [fʁɑ̃kɛ̃])؛ (۳ ژانویهٔ ۱۹۲۴ – ۵ ژانویهٔ ۱۹۹۷) یک هنرمند کمیک با نفوذ اهل بلژیک بود که برای خلاقیتش در گاستون و مارسوپیلامی شناخته شده‌است. او همچنین کمیک استریپ اسپیرو و فانتازیو را از سال ۱۹۴۷ تا ۱۹۶۹ در دوره‌ای که بسیاری آن را عصر طلایی می‌دانند تولید کرد.